# Pieni Maaninkajärvi
Pieni Maaninkajärvi är en sjö i Finland. Den ligger i kommunen Kuopio i landskapet Norra Savolax, i den centrala delen av landet, 400 km norr om huvudstaden Helsingfors. Pieni Maaninkajärvi ligger 99,2 meter över havet. I omgivningarna runt Pieni Maaninkajärvi växer i huvudsak blandskog. Den är 5,2 meter djup. Arean är 70,5 hektar och strandlinjen är 3,74 kilometer lång. Sjön  ingår i Vuoksens huvudavrinningsområde. 